# Ricky Skaggs

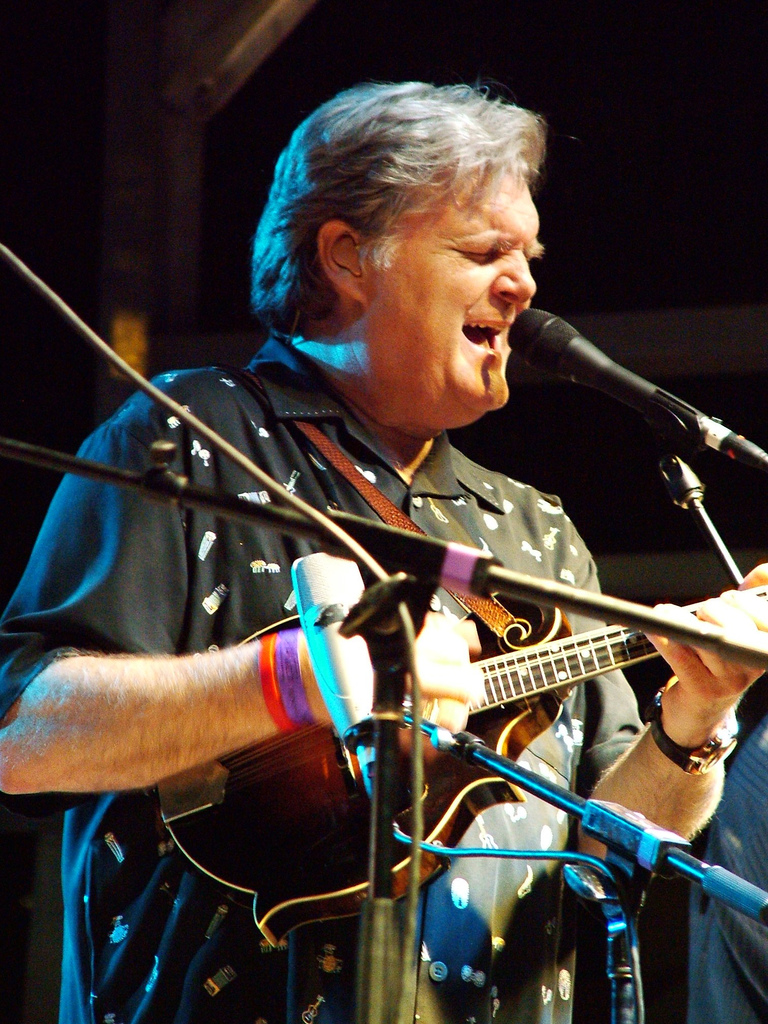
Ricky Skaggs bei einem Konzert (2007)

Ricky Skaggs (* 18. Juli 1954 in Cordell, Kentucky) ist ein US-amerikanischer Country- und Bluegrass-Musiker.

## Biografie

### Anfänge
Seitdem er im Alter von fünf Jahren begann, Mandoline zu spielen, galt Skaggs als musikalisches Wunderkind. Bei einem Bill-Monroe-Konzert wurde der Sechsjährige durch Zwischenrufe aus dem Publikum zu einem Auftritt neben dem großen Star ermutigt. Ein Jahr später trat er erstmals in einer Fernsehshow auf. Nach und nach erlernte er weitere Instrumente. Um ihm öffentliche Auftritte zu ermöglichen, gründeten seine Eltern eine Familien-Band, die Skaggs Family.
Obwohl er sich kurzzeitig für die Beatles und Rolling Stones begeisterte, galt seine eigentliche Liebe der traditionellen Country-Musik. Er fühlte sich insbesondere zum Bluegrass hingezogen. Seine Vorbilder waren Bill Monroe, Buck Owens, Ralph Stanley und George Jones. Bei einem Talentwettbewerb traf er auf den gleichgesinnten Keith Whitley. Die beiden arbeiteten fortan zusammen. 1970 erhielten sie die Gelegenheit, bei einem Konzert für den verspäteten Ralph Stanley einzuspringen. Der große Star war von ihrer Darbietung beeindruckt und engagierte den fünfzehnjährigen Skaggs kurzerhand für seine Bluegrass-Gruppe, die Clinch Mountain Boys.

### Karriere
Skaggs blieb zwei Jahre bei Ralph Stanley. 1973 heuerte er bei den renommierten Country Gentlemen an. Auch hier blieb er etwa zwei Jahre. Mittlerweile hatte sein alter Weggefährte Keith Whitley Karriere gemacht. Mit ihm gemeinsam spielte er zwei Duett-Alben ein. Nach einem kurzen Gastspiel bei der Bluegrass-Formation J.D.Crowe and the New South gründete er 1976 seine eigene Band, die Boone Creek.
Emmylou Harris wurde auf den talentierten Nachwuchsmusiker aufmerksam und versuchte ihn wiederholt für ihre Begleitband zu gewinnen. Erst 1977, nach dem Abgang von Rodney Crowell, willigte Skaggs ein. Skaggs übte bald einen starken Einfluss auf Harris aus, deren Musik sich dadurch deutlich in Richtung Bluegrass orientierte.
1980 nahm Skaggs bei einem kleinen Label ein Bluegrass-Album auf. Sein Ruf in der Country-Szene war inzwischen so gefestigt, dass ihm das renommierte Epic-Label 1981 einen Vertrag anbot, der ihm weitestgehende musikalische Gestaltungsfreiheit einräumte. Entgegen dem vorherrschenden Trend spielte er mit Waitin' For The Sun To Shine ein Album ein, das sich stark an traditionellem Country orientierte. Und er hatte wider Erwarten Erfolg. Das Album verkaufte sich über 500.000 Mal und wurde vergoldet. Zwei Singleauskopplungen erreichten Platz 1 der Country-Charts. Ricky Skaggs wurde 1982 mit dem prestigeträchtigen CMA Award Country-Sänger des Jahres ausgezeichnet. Im gleichen Jahr wurde er Mitglied der Grand Ole Opry.

### Neo-Traditionalismus in der Country-Musik
Skaggs gehörte Anfang der 1980er Jahre zu den Auslösern einer allgemeinen Rückbesinnung auf die ursprünglichen Werte der Country-Musik und zu den ersten Neuen Traditionalisten. Seine Erfolge hielten die 1980er Jahre hindurch an. 1985 etwa belegte er mit dem alten Bill-Monroe-Song Uncle Pen Platz 1. Zahlreiche Preise und Auszeichnungen, darunter neun Grammys, waren Anerkennung seiner Leistung.
1991 tat er sich mit den aufstrebenden Stars Vince Gill und Steve Wariner zusammen und gründete die Nashville Cats. Zwei Jahre später startete er eine eigene Radioshow namens 'Simple Life', die so populär war, dass sie von mehr als 400 Stationen, darunter auch einigen europäischen, übernommen wurde. Ab Mitte der 1990er Jahre ließen die Verkaufszahlen seiner Platten deutlich nach.

## Diskografie

### Studioalben
| Jahr | Titel                        | Höchstplatzierung, Gesamtwochen, AuszeichnungChartplatzierungen (Jahr, Titel, Platzierungen, Wochen, Auszeichnungen, Anmerkungen) | Höchstplatzierung, Gesamtwochen, AuszeichnungChartplatzierungen (Jahr, Titel, Platzierungen, Wochen, Auszeichnungen, Anmerkungen) | Anmerkungen |
| Jahr | Titel                        | US | Country | Anmerkungen |
| ---- | ---------------------------- | --- | --- | ----------- |
| 1981 | Waitin’ for the Sun to Shine | US77 Gold · (30 Wo.)US | Country2 (149 Wo.)Country |             |
| 1982 | Family & Friends             | — | Country52 (14 Wo.)Country |             |
| 1982 | Highways & Heartaches        | US61 Platin · (12 Wo.)US | Country1 (89 Wo.)Country |             |
| 1983 | Don’t Cheat in Our Hometown  | US— GoldUS | Country1 (73 Wo.)Country |             |
| 1984 | Country Boy                  | US180 Gold · (5 Wo.)US | Country1 (59 Wo.)Country |             |
| 1986 | Love’s Gonna Get Ya!         | — | Country3 (48 Wo.)Country |             |
| 1988 | Comin’ Home to Stay          | — | Country12 (63 Wo.)Country |             |
| 1989 | Kentucky Thunder             | — | Country18 (48 Wo.)Country |             |
| 1991 | My Father’s Son              | — | Country68 (5 Wo.)Country |             |
| 1995 | Solid Ground                 | — | Country72 (1 Wo.)Country |             |
| 2000 | Solo (Songs My Dad Loved)    | — | Country39 (4 Wo.)Country |             |
| 2010 | Mosaic                       | — | Country50 (6 Wo.)Country |             |
| 2011 | Country Hits Bluegrass Style | — | Country51 (2 Wo.)Country |             |

Weitere Alben
- 1975: That’s It!
- 1979: Sweet Temptation
- 1997: Life Is a Journey

### Gemeinschaftsalben
| Jahr | Titel                                                       | Höchstplatzierung, Gesamtwochen, AuszeichnungChartplatzierungen (Jahr, Titel, Platzierungen, Wochen, Auszeichnungen, Anmerkungen) | Höchstplatzierung, Gesamtwochen, AuszeichnungChartplatzierungen (Jahr, Titel, Platzierungen, Wochen, Auszeichnungen, Anmerkungen) | Anmerkungen                   |
| Jahr | Titel                                                       | US | Country | Anmerkungen                   |
| ---- | ----------------------------------------------------------- | --- | --- | ----------------------------- |
| 1997 | Bluegrass Rules!                                            | — | Country45 (19 Wo.)Country | mit Kentucky Thunder          |
| 1999 | Ancient Tones                                               | — | Country46 (11 Wo.)Country | mit Kentucky Thunder          |
| 1999 | Soldier of the Cross                                        | — | Country65 (3 Wo.)Country | mit Kentucky Thunder          |
| 2000 | Big Mon: The Songs of Bill Monroe                           | — | Country42 (9 Wo.)Country | mit Various Artists           |
| 2001 | History of the Future                                       | — | Country35 (18 Wo.)Country | mit Kentucky Thunder          |
| 2002 | Ricky Skaggs and Friends Sing the Songs of Bill Monroe      | — | Country36 (12 Wo.)Country | mit Various Artists           |
| 2003 | The Three Pickers                                           | US179 (4 Wo.)US | Country24 (16 Wo.)Country | mit Earl Scruggs & Doc Watson |
| 2004 | Brand New Strings                                           | — | Country60 (5 Wo.)Country | mit Kentucky Thunder          |
| 2006 | Instrumentals                                               | — | Country73 (1 Wo.)Country | mit Kentucky Thunder          |
| 2007 | Ricky Skaggs & Bruce Hornsby                                | — | Country37 (7 Wo.)Country | mit Bruce Hornsby             |
| 2007 | Salt of the Earth                                           | — | Country45 (1 Wo.)Country | mit The Whites                |
| 2008 | Honoring the Fathers of Bluegrass: Tribute to 1946 and 1947 | US191 (1 Wo.)US | Country29 (4 Wo.)Country | mit Kentucky Thunder          |
| 2012 | Music to My Ears                                            | — | Country52 (1 Wo.)Country | mit Kentucky Thunder          |

Weitere Gemeinschaftsalben
- 1971: Second Generation Bluegrass (mit Keith Whitley)
- 1977: That Down Home Feeling (mit Buck White & The Down Home Folks)
- 1978: One Way Track (mit Boone Creek)
- 1980: Skaggs & Rice (mit Tony Rice)
- 2014: Hearts Like Ours (mit Sharon White)

### Livealben
| Jahr | Titel                             | Höchstplatzierung, Gesamtwochen, AuszeichnungChartplatzierungen (Jahr, Titel, Platzierungen, Wochen, Auszeichnungen, Anmerkungen) | Höchstplatzierung, Gesamtwochen, AuszeichnungChartplatzierungen (Jahr, Titel, Platzierungen, Wochen, Auszeichnungen, Anmerkungen) | Anmerkungen          |
| Jahr | Titel                             | US | Country | Anmerkungen          |
| ---- | --------------------------------- | --- | --- | -------------------- |
| 1985 | Live in London                    | US— GoldUS | Country1 (50 Wo.)Country |                      |
| 2003 | Live at the Charleston Music Hall | — | Country32 (19 Wo.)Country | mit Kentucky Thunder |
| 2013 | Cluck Ol’ Hen                     | — | Country38 (3 Wo.)Country | mit Bruce Hornsby    |

### Kompilationen
| Jahr | Titel                  | Höchstplatzierung, Gesamtwochen, AuszeichnungChartplatzierungen (Jahr, Titel, Platzierungen, Wochen, Auszeichnungen, Anmerkungen) | Höchstplatzierung, Gesamtwochen, AuszeichnungChartplatzierungen (Jahr, Titel, Platzierungen, Wochen, Auszeichnungen, Anmerkungen) | Anmerkungen |
| Jahr | Titel                  | US | Country | Anmerkungen |
| ---- | ---------------------- | --- | --- | ----------- |
| 1985 | Favorite Country Songs | US181 (4 Wo.)US | Country24 (17 Wo.)Country |             |

Weitere Kompilationen
- 1987: Personal Choice
- 1993: Super Hits
- 1995: Country Pride
- 1998: Country Gentleman: The Best of Ricky Skaggs
- 2000: 16 Biggest Hits
- 2003: The Essential Ricky Skaggs

Weihnachtsalben
- 2005: A Skaggs Family Christmas: Volume One
- 2011: A Skaggs Family Christmas: Volume Two

### Singles
| Jahr | Titel Album                                                   | Höchstplatzierung, Gesamtwochen, AuszeichnungChartplatzierungen (Jahr, Titel, Album, Platzierungen, Wochen, Auszeichnungen, Anmerkungen) | Höchstplatzierung, Gesamtwochen, AuszeichnungChartplatzierungen (Jahr, Titel, Album, Platzierungen, Wochen, Auszeichnungen, Anmerkungen) | Anmerkungen      |
| Jahr | Titel Album                                                   | US | Country | Anmerkungen      |
| ---- | ------------------------------------------------------------- | --- | --- | ---------------- |
| 1979 | I’ll Take the Blame Sweet Temptation                          | — | Country86 (4 Wo.)Country |                  |
| 1981 | Don’t Get Above Your Raisin Waitin’ for the Sun to Shine      | — | Country16 (16 Wo.)Country |                  |
| 1981 | You May See Me Walkin' Waitin’ for the Sun to Shine           | — | Country9 (17 Wo.)Country |                  |
| 1981 | Crying My Heart Out Over You Waitin’ for the Sun to Shine     | — | Country1 (23 Wo.)Country |                  |
| 1982 | I Don’t Care Waitin’ for the Sun to Shine                     | — | Country1 (18 Wo.)Country |                  |
| 1982 | Heartbroke Highways and Heartaches                            | — | Country1 (17 Wo.)Country |                  |
| 1982 | I Wouldn’t Change You If I Could Highways and Heartaches      | — | Country1 (20 Wo.)Country |                  |
| 1983 | Highway 40 Blues Highways and Heartaches                      | — | Country1 (19 Wo.)Country |                  |
| 1983 | You’ve Got a Lover Highways and Heartaches                    | — | Country2 (19 Wo.)Country |                  |
| 1983 | Don’t Cheat in Our Hometown                                   | — | Country2 (20 Wo.)Country |                  |
| 1984 | Honey (Open That Door) Don’t Cheat in Our Hometown            | — | Country1 (18 Wo.)Country |                  |
| 1984 | Uncle Pen Don’t Cheat in Our Hometown                         | — | Country1 (19 Wo.)Country |                  |
| 1984 | Something in My Heart Country Boy                             | — | Country2 (22 Wo.)Country |                  |
| 1985 | Country Boy                                                   | — | Country1 (19 Wo.)Country |                  |
| 1985 | You Make Me Feel Like a Man Live in London                    | — | Country7 (23 Wo.)Country |                  |
| 1986 | Cajun Moon Live in London                                     | — | Country1 (20 Wo.)Country |                  |
| 1986 | I’ve Got a New Heartache Live in London                       | — | Country10 (18 Wo.)Country |                  |
| 1986 | Love’s Gonna Get You Someday Love’s Gonna Get Ya!             | — | Country4 (20 Wo.)Country |                  |
| 1987 | I Wonder If I Care as Much Love’s Gonna Get Ya!               | — | Country30 (11 Wo.)Country |                  |
| 1987 | Love Can’t Ever Get Better Than This Love’s Gonna Get Ya!     | — | Country10 (23 Wo.)Country | mit Sharon White |
| 1987 | I’m Tired Comin’ Home to Stay                                 | — | Country18 (20 Wo.)Country |                  |
| 1988 | (Angel on My Mind) That’s Why I’m Walkin’ Comin’ Home to Stay | — | Country33 (13 Wo.)Country |                  |
| 1988 | Thanks Again Comin’ Home to Stay                              | — | Country17 (16 Wo.)Country |                  |
| 1988 | Old Kind of Love Comin’ Home to Stay                          | — | Country30 (15 Wo.)Country |                  |
| 1989 | Lovin’ Only Me Kentucky Thunder                               | — | Country1 (21 Wo.)Country |                  |
| 1989 | Let It Be You Kentucky Thunder                                | — | Country5 (26 Wo.)Country |                  |
| 1989 | Heartbreak Hurricane Kentucky Thunder                         | — | Country13 (26 Wo.)Country |                  |
| 1990 | Hummingbird Kentucky Thunder                                  | — | Country20 (16 Wo.)Country |                  |
| 1990 | He Was On to Somethin’ (So He Made You) Kentucky Thunder      | — | Country25 (20 Wo.)Country |                  |
| 1991 | Life’s Too Long (To Live Like This) My Father’s Son           | — | Country37 (18 Wo.)Country |                  |
| 1991 | Same Ol’ Love My Father’s Son                                 | — | Country12 (20 Wo.)Country |                  |
| 1992 | From the Word Love My Father’s Son                            | — | Country43 (10 Wo.)Country |                  |
| 1995 | Solid Ground                                                  | — | Country57 (14 Wo.)Country |                  |
| 1996 | Cat’s in the Cradle Solid Ground                              | — | Country45 (11 Wo.)Country |                  |
| 2002 | Halfway Home Cafe History of the Future                       | — | Country56 (1 Wo.)Country |                  |

Weitere Singles
- 1996: Back Where We Belong
- 1996: When
- 2003: A Simple Life
- 2004: Spread a Little Love Around
- 2005: Enjoy the Ride
- 2010: Someday Soon
- 2014: Forever's Not Long Enough (mit Sharon White)

### Gastbeiträge
| Jahr | Titel Album                         | Höchstplatzierung, Gesamtwochen, AuszeichnungChartplatzierungen (Jahr, Titel, Album, Platzierungen, Wochen, Auszeichnungen, Anmerkungen) | Höchstplatzierung, Gesamtwochen, AuszeichnungChartplatzierungen (Jahr, Titel, Album, Platzierungen, Wochen, Auszeichnungen, Anmerkungen) | Anmerkungen                                   |
| Jahr | Titel Album                         | US | Country | Anmerkungen                                   |
| ---- | ----------------------------------- | --- | --- | --------------------------------------------- |
| 1991 | Restless The New Nashville Cats     | — | Country25 (20 Wo.)Country | mit Mark O’Connor, Vince Gill & Steve Wariner |
| 1998 | Same Old Train Tribute to Tradition | — | Country59 (… Wo.)Country | mit Various Artists                           |

## Auszeichnungen für Musikverkäufe
| Goldene Schallplatte - Kanada - 1985: für das Album Country Boy | Platin-Schallplatte - Kanada - 1984: für das Album Waitin’ for the Sun to Shine - 1985: für das Album Highways & Heartaches - 1986: für das Album Don’t Cheat in Our Home Town |

Anmerkung: Auszeichnungen in Ländern aus den Charttabellen bzw. Chartboxen sind in ebendiesen zu finden.
| Land/RegionAuszeichnungen für Musikverkäufe (Land/Region, Auszeichnungen, Verkäufe, Quellen) | Gold     | Platin     | Verkäufe  | Quellen         |
| -------------------------------------------------------------------------------------------- | -------- | ---------- | --------- | --------------- |
| Kanada (MC)                                                                                  | Gold1    | 3× Platin3 | 350.000   | musiccanada.com |
| Vereinigte Staaten (RIAA)                                                                    | 4× Gold4 | Platin1    | 3.000.000 | riaa.com        |
| Insgesamt                                                                                    | 5× Gold5 | 4× Platin4 |           |                 |